# Carta glassine

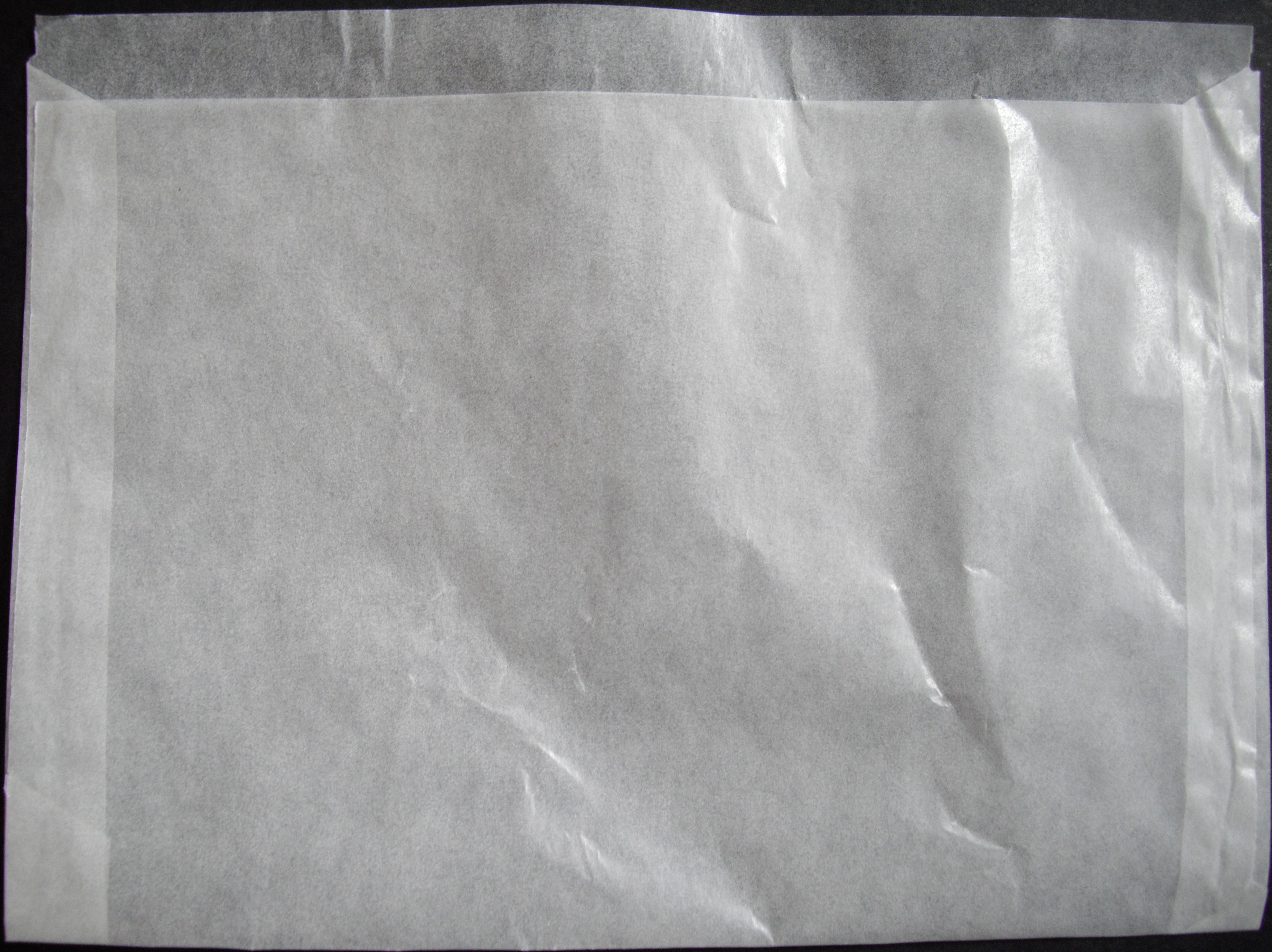
Una busta di carta glassine

La carta glassine o pergamina è un tipo di carta sottile e trasparente, ottenuta mediante il processo della calandratura.

## Produzione
La carta acquista il suo aspetto finale dopo essere passata attraverso cilindri caldi, i quali le danno trasparenza e lucidità in superficie. Inoltre vengono ridotti i micropori sulla superficie, minimizzando così il silicone applicato sulla sua superficie.

## Utilizzi
La carta viene impiegata per usi alimentari, per gli adesivi e, in alcuni casi, come alternativa alla plastica per le finestre trasparenti delle buste da lettera.